# Niefern-Öschelbronn
Niefern-Öschelbronn è un comune tedesco di 12 209 abitanti, situato nel land del Baden-Württemberg.